# Президентски избори в България
Провеждането на президентски избори в България започва след 10 ноември 1989 г. Първите два пъти (на 2 април и 1 август 1990 г.) президентът е избиран непряко – от Народното събрание, а след 1992 г. се избира пряко от всички избиратели, имащи право на глас. Според Конституцията на Република България, президентският мандат трае пет години.

## Първи президентски избори (1990)
На 3 април 1990 г. IX народно събрание приема Закон за изменение и допълнение на Конституцията на НРБ (обнародван в „Държавен вестник“, бр. 29 от 10 април 1990 г.), с който Държавният съвет се закрива и вместо него се създават постовете председател (президент) и заместник-председател (заместник-президент) на републиката. Председателят е държавен глава на НРБ.
Процедура за избор
- Съгласно чл. 91, ал. 1 председателят (президентът) се избира от Народното събрание с мнозинство 2/3 от присъстващите за срок да края на мандата на Народното събрание, което ще приеме новата Конституция. За председател (президент) на републиката може да бъде избран всеки български гражданин, който е навършил 40 години и отговаря на условията за народен представител (чл. 91, ал. 2).
- Заместник-председателят (заместник-президентът) на републиката се избира от Народното събрание по предложение на председателя (президента) с обикновено мнозинство от присъстващите (чл. 94, ал. 1), а мандатът на заместник-председателя (заместник-президента) е еднакъв със срока, за който е избран председателят (президентът).
- Председателят (президентът) на Републиката и заместник-председателят (заместник-президентът) могат да бъдат преизбирани за същата длъжност само за още един мандат. Трето преизбиране не се допуска (чл. 95, ал. 1).

Процедура за прекратяване
- Пълномощията на председателя (президента) на републиката и на заместник-председателя (заместник-президента) могат да бъдат прекратени предсрочно с решение на Народното събрание по предложение най-малко на една трета от народните представители, когато са нарушили Конституцията или положената клетва. Решението се приема с тайно гласуване и с мнозинство повече от две трети от народните представители (чл. 97, ал. 1).
- Когато пълномощията на председателя (президента) на републиката и заместник-председателя (заместник-президента) бъдат прекратени, както и по тяхно желание или при смърт, в едномесечен срок се избира нов председател (президент) или заместник-председател (заместник-президент). Когато Народното събрание не заседава, то се свиква от неговия председател (чл. 97, ал. 3).

Изборни резултати
Първите избори за председател (президент) на НРБ се произвеждат на 3 април 1990 г. От името на парламентарните групи на БКП и БЗНС за поста е предложен председателят на Държавния съвет Петър Младенов, който е избран с пълно единодушие. Веднага след избора той полага клетва и встъпва официално в длъжност. Решението за избиране на председател (президент) на републиката е обнародвано в „Държавен вестник“, брой 29 от 10 април 1990 г.

## Втори президентски избори (1990)
Вторият избор на президент на републиката се произвежда отново непряко, но вече от Великото народно събрание, във връзка с подаването на оставка от Петър Младенов и приемането ѝ (20 юли 1990). Той се провежда по същите процедурни правила, както първия избор, тъй като все още не е приета нова Конституция. Налага се гласуването да протече в 6 тура, тъй като никой от кандидатите не успява да получи мнозинство от 2/3 от общия брой на народните представители (400).

### Избор на президент
| Кандидати                | Издигнати от | 1 тур  | 2 тур  | 3 тур  | 4 тур  | 5 тур  | 6 тур    |
| Кандидати                | Издигнати от | 24 юли | 24 юли | 26 юли | 26 юли | 30 юли | 1 август |
| Чавдар Йорданов Кюранов1 | БСП          | 217    | 211    | 190    | 194    |        |          |
| Петър Антонов Дертлиев2  | СДС          | 130    | 131    | 146    | 146    | 130    |          |
| Виктор Георгиев Вълков3  | БЗНС         | 36     | 37     | 41     | 37     | 254    |          |
| Желю Митев Желев4        | СДС          |        |        |        |        |        | 284      |
| Въздържали се            |              | 1      |        | 1      |        |        | 108      |
| Недействителни бюлетини  |              | 6      | 5      | 9      | 7      | 2      |          |
| Общо гласували           |              | 390    | 384    | 387    | 384    | 386    | 392      |

1 На 30 юли от името на парламентарната група на БСП Александър Лилов заявява, че са решили да оттеглят кандидатурата на Чавдар Кюранов, „водени от желанието и волята на нашата партия да се излезе от очерталата се президентска криза и още днес да се избере президент на нашата република“. Лилов добавя, че „ще подкрепим онзи от двамата кандидати, който поставя политиката на националното съгласие над партийните интереси“.
2 На 31 юли Петър Дертлиев оттегля кандидатурата си.
3 На 31 юли Елена Кирчева съобщава от името на парламентарната група на БЗНС, че оттегля кандидатурата на Виктор Вълков. Самият кандидат на свой ред заявява пред депутатите: „Не се чувствам достатъчно уверен в такъв момент да пристъпя към ръководството на държавата при положение, че отсега виждам в парламента една група от около 130 души, на чиято подкрепа аз вероятно няма да разчитам“.
4 На 31 юли Стоян Ганев номинира Желю Желев като кандидат за държавен глава от името на парламентарния Съюз на демократичните сили. На 1 август министър-председателят Андрей Луканов заявява, че парламентарната група на БСП ще подкрепи тази кандидатура, Виктор Вълков прави това от името на БЗНС, БСП и СДС, а Юлий Бахнев – от името на ДПС. Така е осигурено необходимото мнозинство и Желю Желев е избран на поста.

### Избор на вицепрезидент
- При първоначалното издигане на кандидатури БСП номинира за вицепрезидент Велко Вълканов, СДС – Петър Берон, а БЗНС не издига претендент. При оттеглянето на кандидатите за президент Чавдар Кюранов, Петър Дертлиев и Виктор Вълков и номинирането на Желю Желев също не е посочена кандидатура за негов заместник.
- На 1 август, веднага след като е избран, Желю Желев предлага за вицепрезидент генерал Атанас Семерджиев. Неговата кандидатура е подложена на явно гласуване с вдигане на ръка и той е избран с гласовете на 383-ма депутати, 7 гласуват „против“, а 2-ма се въздържат.

## Трети президентски избори (1992)
На тези избори най-много гласове събират кандидатите на СДС Желю Желев и Блага Димитрова с 52,85%, а на второ място остават Велко Вълканов и Румен Воденичаров (47,15%).

## Четвърти президентски избори (1996)
На тези избори най-много гласове събират кандидатите на СДС Петър Стоянов и Тодор Кавалджиев (59,73%), а Иван Маразов и Ирина Бокова остават на второ място (40,27%).

## Пети президентски избори (2001)
Изборите са спечелени от кандидатите на Коалиция за България Георги Първанов и Ангел Марин с 54,13%. На второ място остават Петър Стоянов и Нели Куцкова (45,87%).

## Шести президентски избори (2006)
Най-много гласове получават отново Георги Първанов и Ангел Марин (75,95%), издигнати от инициативен комитет. Втори са Волен Сидеров и Павел Шопов от ПП „Атака“ (24,05%).

## Седми президентски избори (2011)
Най-много гласове получават Росен Плевнелиев и Маргарита Попова (52,58%), на второ място остават Ивайло Калфин и Стефан Данаилов (47,42%).

## Осми президентски избори (2016)
Най-много гласове получават Румен Радев и Илияна Йотова (59,37%), следвани от Цецка Цачева и Пламен Манушев (36,16%).

## Девети президентски избори (2021)
Най-много гласове получават Румен Радев и Илияна Йотова (66,72%), следвани от Анастас Герджиков и Невяна Митева (31,80%).

## Любопитно
- С най-голям брой гласове е избран президентът Желю Желев през 1992 – 2 738 420
- С най-малък брой гласове е избран президентът Румен Радев през 2021 – 1 537 347
- С най-голямо мнозинство е избран президентът Георги Първанов през 2006 – 75,95%
- С най-малко мнозинство е избран президентът Росен Плевнелиев през 2011 – 52,58%